# Somnul electric de Nil
Somnul electric de Nil (Malapterurus electricus) este un pește de apă dulce din familia Malapteruridae, răspândit în  Africa (bazinele fluviilor Nil, Niger și lacul Ciad), cu corpul gol, lipsit de solzi, lung de aproximativ 1 m, care are un organ electric de origine epidermică, care produc descărcări electrice cu care își ucide prada și se apără.